# Ophoven (Duitsland)
Ophoven is een plaats in de Duitse gemeente Wassenberg, deelstaat Noordrijn-Westfalen, en telt 620 inwoners (2005).

## Bezienswaardigheden
- De Onze-Lieve-Vrouw Hemelvaartkerk (St. Mariä Himmelfahrt) was oorspronkelijk de kloosterkerk van de plaatselijke Cisterciënzerinnenabdij. In 1234 verhuisde de abdij naar Dalheim, hoewel vermoedelijk ook in Ophoven een vestiging bleef bestaan. De kerk, een romaanse basiliek gebouwd in tufsteen, werd in 1571 een parochiekerk. Een vierpasvenster in het koor duidt ook op gotische elementen. In 1700 werd de traptoren en de bovenste torengeleding toegevoegd. In 1735 werd een preekstoel in rococostijl geplaatst. Het altaarretabel is van een Antwerpse school van houtsnijders en stamt uit 1520. Van omstreeks 1350 is een genadebeeld van Maria, waarheen zich veel pelgrims begaven en waardoor -naar verluidt- veel wonderbaarlijke genezingen zijn verricht. Ook tegenwoordig komen er nog pelgrims, vooral op 8 september (Maria-Geboorte).

## Natuur en landschap
Ophoven ligt in het dal van de Roer op een hoogte van ongeveer 32 meter. Oostelijk en zuidoostelijk van Ophoven liggen aanzienlijke plassen welke ontstaan zijn door grindwinning.

## Nabijgelegen kernen
Steinkirchen, Karken, Kempen, Birgelen, Wassenberg
Kreis Heinsberg · Regierungsbezirk Keulen · Noordrijn-Westfalen